# Pleomele hawaiiensis
Pleomele hawaiiensis, the Hawaiʻi Hala Pepe, là một loài thực vật có hoa thuộc họ Butcher's Broom, Ruscaceae, là loài đặc hữu của the island of Hawaiʻi. 
Chúng hiện đang bị đe dọa vì mất môi trường sống.